# Université d'État de Murray
L'université d'État de Murray (en anglais : Murray State University ou MSU) est une université américaine située à Murray dans le Kentucky. Les Racers de Murray State sont leur club omnisports associé.

## Source
- (en) Cet article est partiellement ou en totalité issu de l’article de Wikipédia en anglais intitulé « Murray State University » (voir la liste des auteurs).